# Marginobrya marginifera
Genre
Espèce
Marginobrya marginifera, unique représentant du genre Marginobrya, est une espèce de collemboles de la famille des Entomobryidae.

## Distribution
Cette espèce est endémique du Japon.

## Publication originale
- Yoshii, 1992 : Identity of some Japanese Collembola. Acta Zoologica Asiae Orientalis, vol. 2, p. 97-110.